# Lichawa (powiat łaski)
Lichawa – wieś w Polsce położona w województwie łódzkim, w powiecie łaskim, w gminie Sędziejowice. O historii wioski wiadomo niewiele, ale na podstawie obserwacji i ułożenia posesji można wnioskować, że wieś założona została na prawie niemieckim (szczególnie popularnym w XII/XIII wieku). W dokumentach historycznych pojawia się w XIV wieku. W 1828 roku liczyła ok. 60 mieszkańców. Znajduje się tu zakład wędliniarski. Obecnie jest to wieś sołecka.
W latach 1975–1998 miejscowość należała administracyjnie do województwa sieradzkiego.
Przez miejscowość przebiega droga wojewódzka nr 481.
W 2011 roku Lichawa jako jedno z pierwszych sołectw w regionie uruchomiła swoją własną stronę internetową. Pod adresem www.lichawa.webnode.com mieszkańcy wioski mogą znaleźć wszystkie najważniejsze, z punktu widzenia mieszkańca, informacje.